# Afemai
El Afenmai és una llengua parlada a Nigèria, del grup Ghotou-Uneme-Yekhee pertanyent a la branca nord-central de les llengües edoides. L'afemai és proper del edo. Afemai també és el nom donat al país on es parla aquesta llengua (vegeu Afemais)
Té diversos dialectes: Auchi Avainwu (Fugar), Aviele, Ekperi, Ivhiadaobi, Ibie del Sud (South Ivbie), Uwepa-Uwano (Weppa Wano), Uzanu-Anegbette-Udochi-Imiava [Uneme], Uzairue, Owan i Okpella.